# Pierre de Saint-Martial
Pierre de Saint-Martial, mort en 1401, est un prélat français de la fin du XIVe siècle, archevêque de Toulouse.

## Biographie
Fils de Guy de Saint-Martial, on sait qu’il avait au moins quatre frères, Guy, l’aîné, Charles, Jean, un proche de Guy de Pesteils, Hugues, prieur commanditaire de la Chartreuse de Bonpas à Caumont-sur-Durance, cardinal-diacre de Sainte-Marie in Portico de 1361 à 1403., et une sœur qui épousa, vers 1340, Bertrand, coseigneur de Maumont et de Gimel.
Pierre est évêque de Rieux et de Carcassonne avant sa nomination à l'archevêché de Toulouse en 1391.